# 롯데시티호텔 제주
롯데시티호텔 제주(영어: Lotte City Hotel Jeju)는 대한민국 제주특별자치도 제주시 연동에 위치한 호텔이다. 2011년에 착공하여 2014년에 완공하여 2월 25일에 개관하였다.

## 같이 보기
- 롯데호텔
- 제주특별자치도의 마천루 목록
- 제주시의 마천루 목록